# Semmelweis Egyetem Szülészeti és Nőgyógyászati Klinika – Baross utcai részleg
A Semmelweis Egyetem  Szülészeti és Nőgyógyászati Klinika Baross utcai részlege (korábban I. számú Szülészeti és Nőgyógyászati Klinika) egy nagy múltú budapesti egészségügyi intézmény.

## Története
A józsefvárosi belső klinikai tömb részét képező Szülészeti és Nőgyógyászati Klinikáról 1892-ben született határozat, az építési munkálatok 1894 és 1898 között folytak a Baross utca 27. szám alatt fekvő telken, Kiss István tervei szerint. Az épületben zajlik a szülésorvosok elméleti és gyakorlati képzése, illetve évente több mint 10 000 fekvő- és több mint 100 000 járóbeteg gyógyítása. Jelentős kutatási tevékenység folyik a terhespatológia, a magzati orvostudomány, a klinikai genetika, az intenzív neonatológia, a nőgyógyászati onkológia, az asszisztált reprodukció és a nőgyógyászati endokrinológia területén.

## Képtár

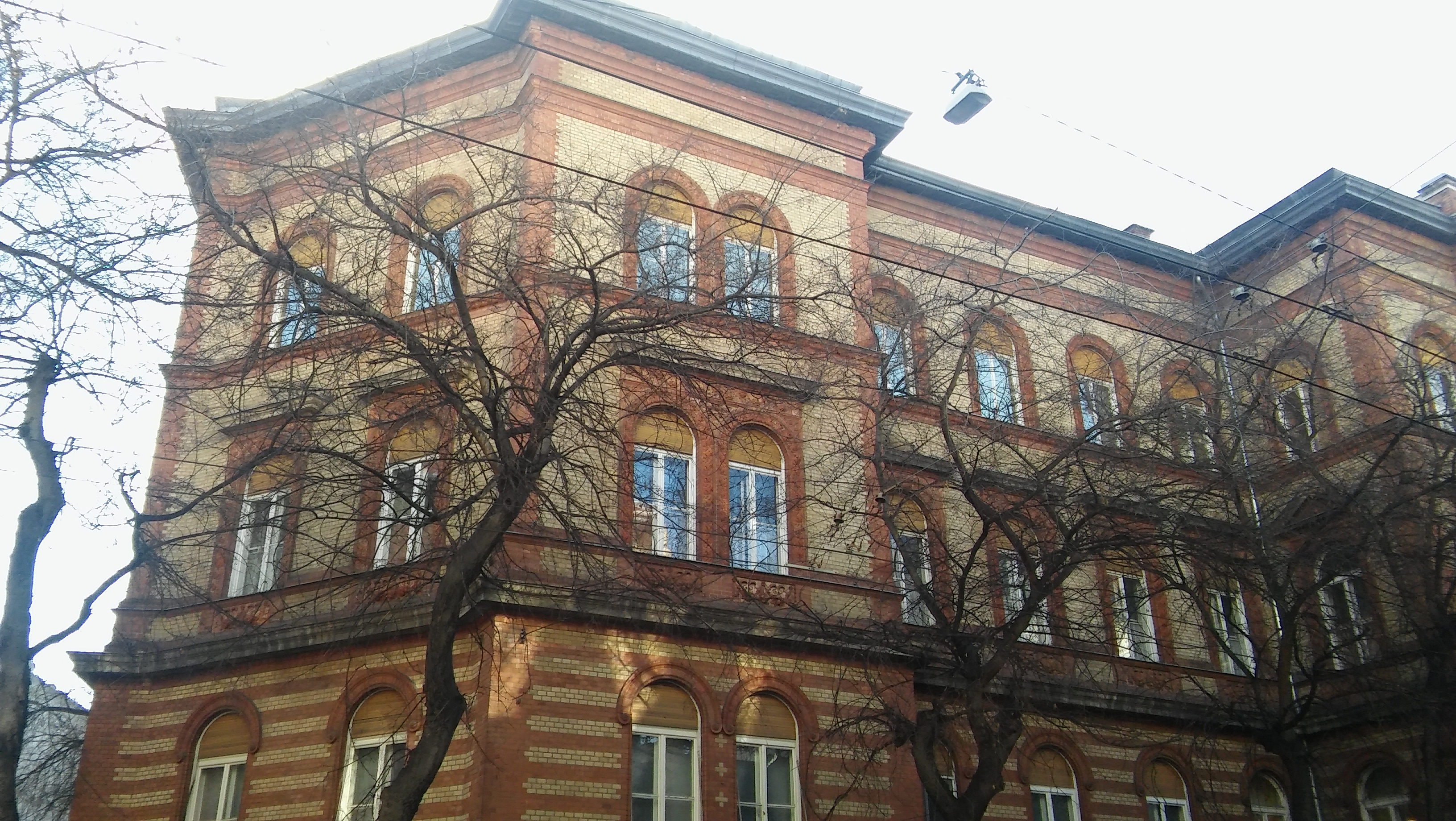
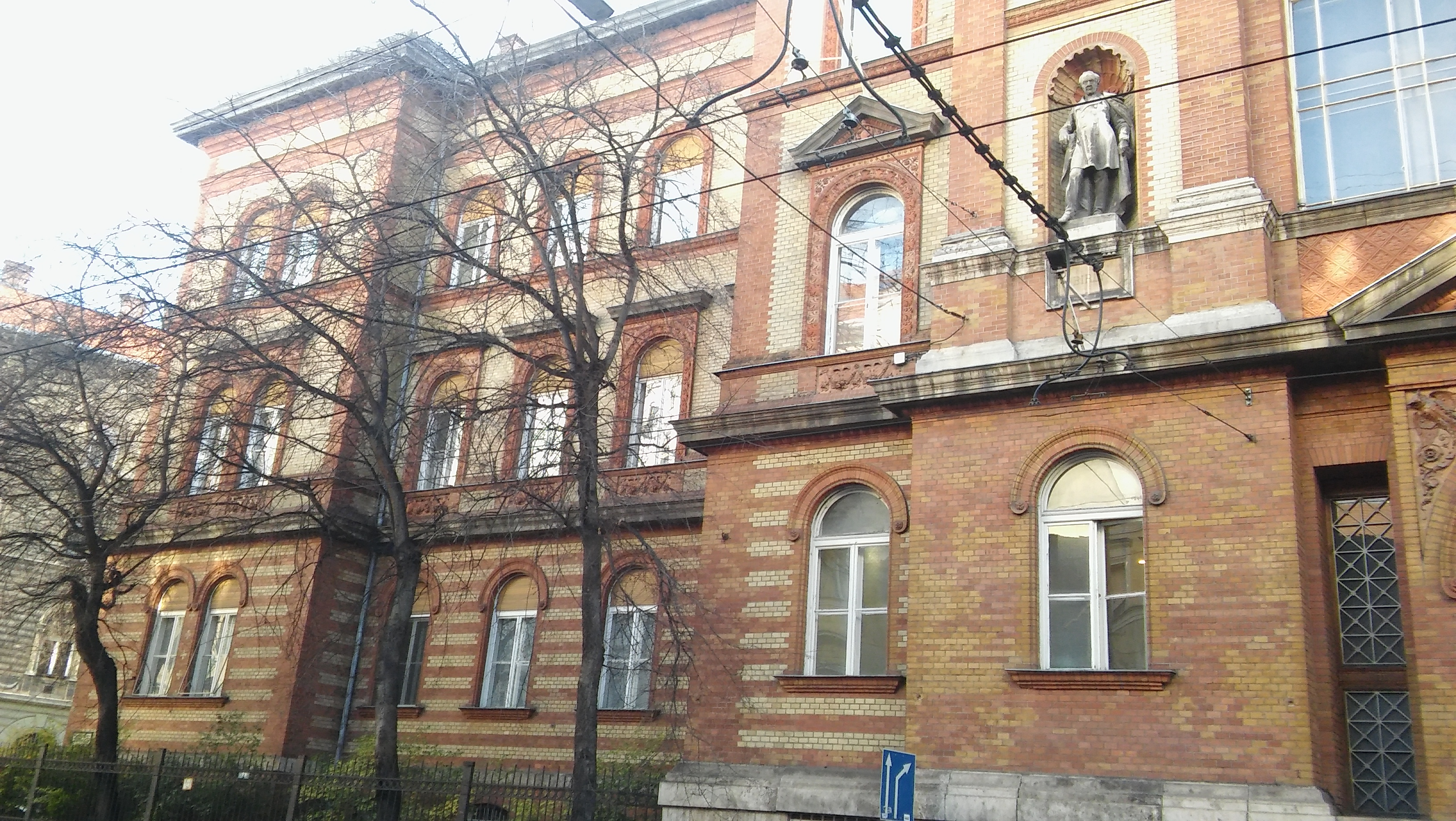
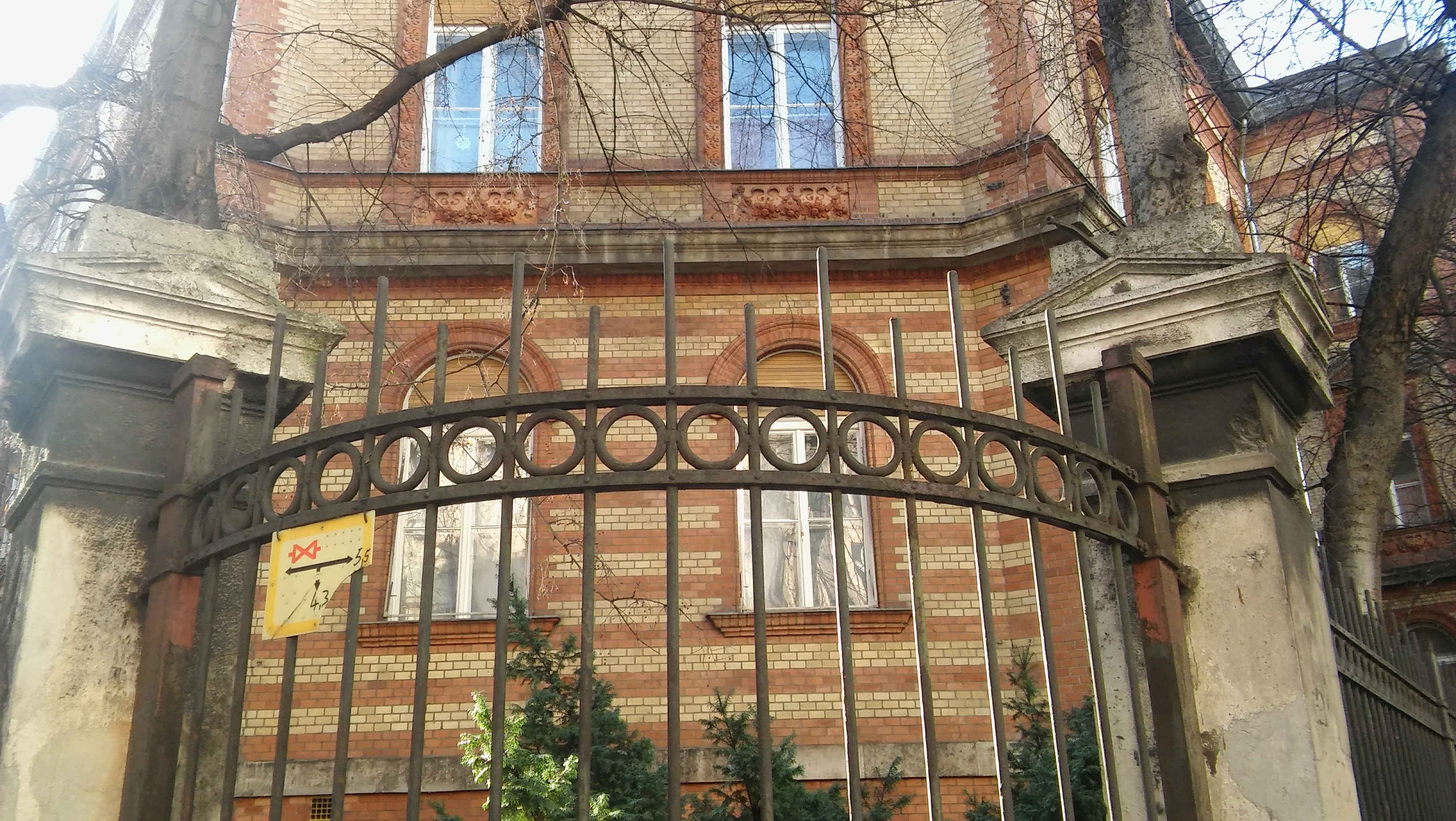
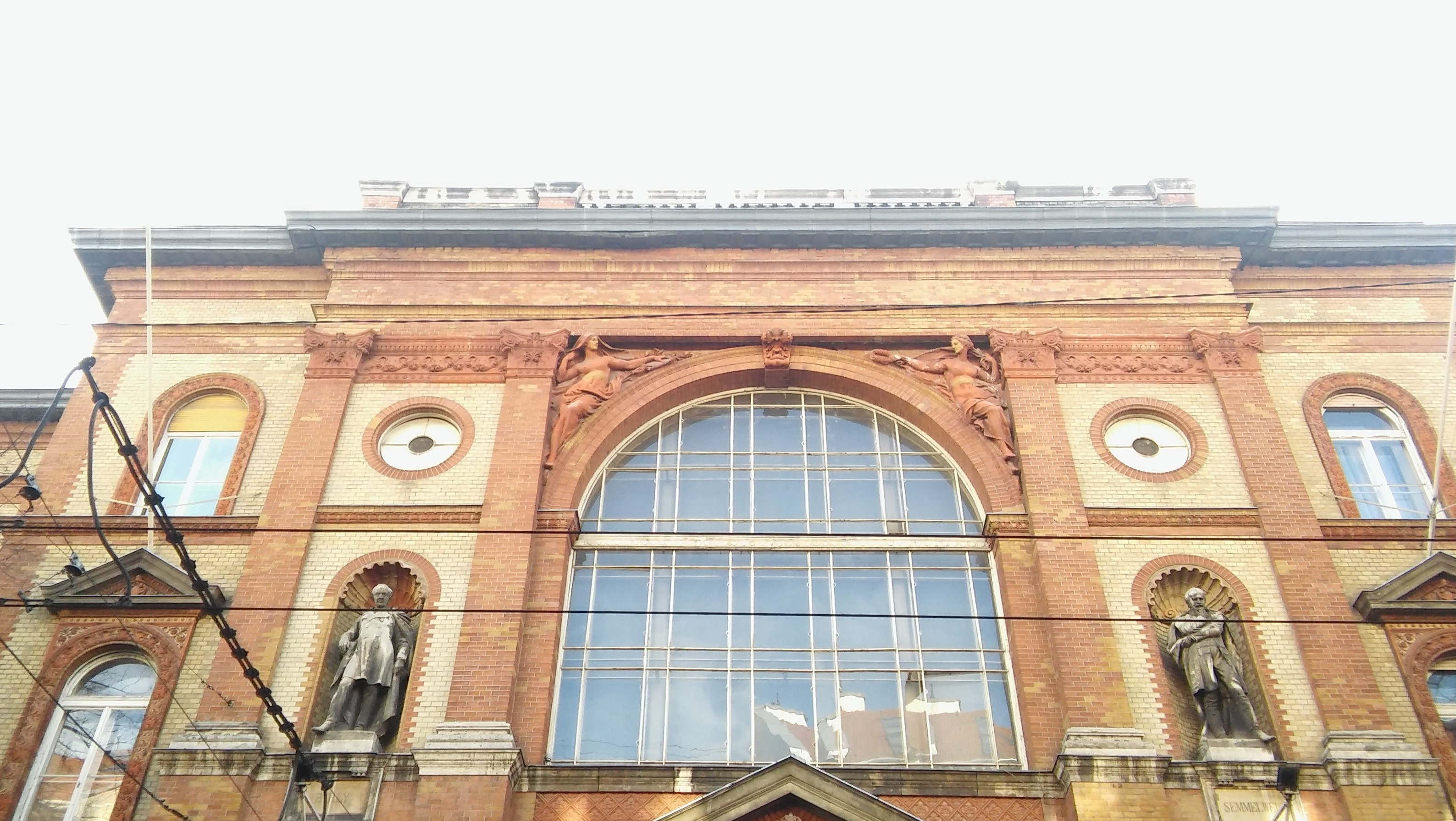
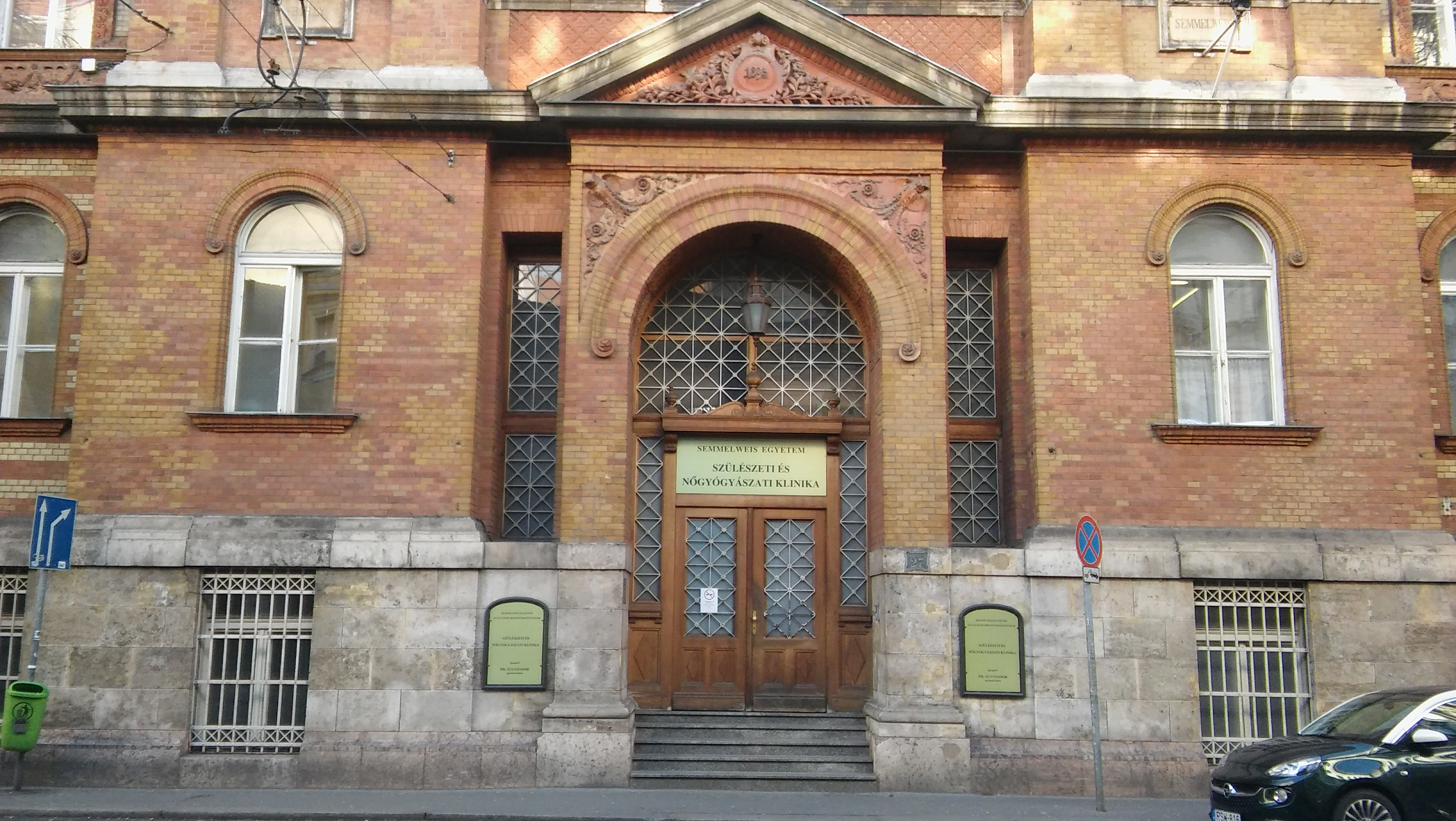
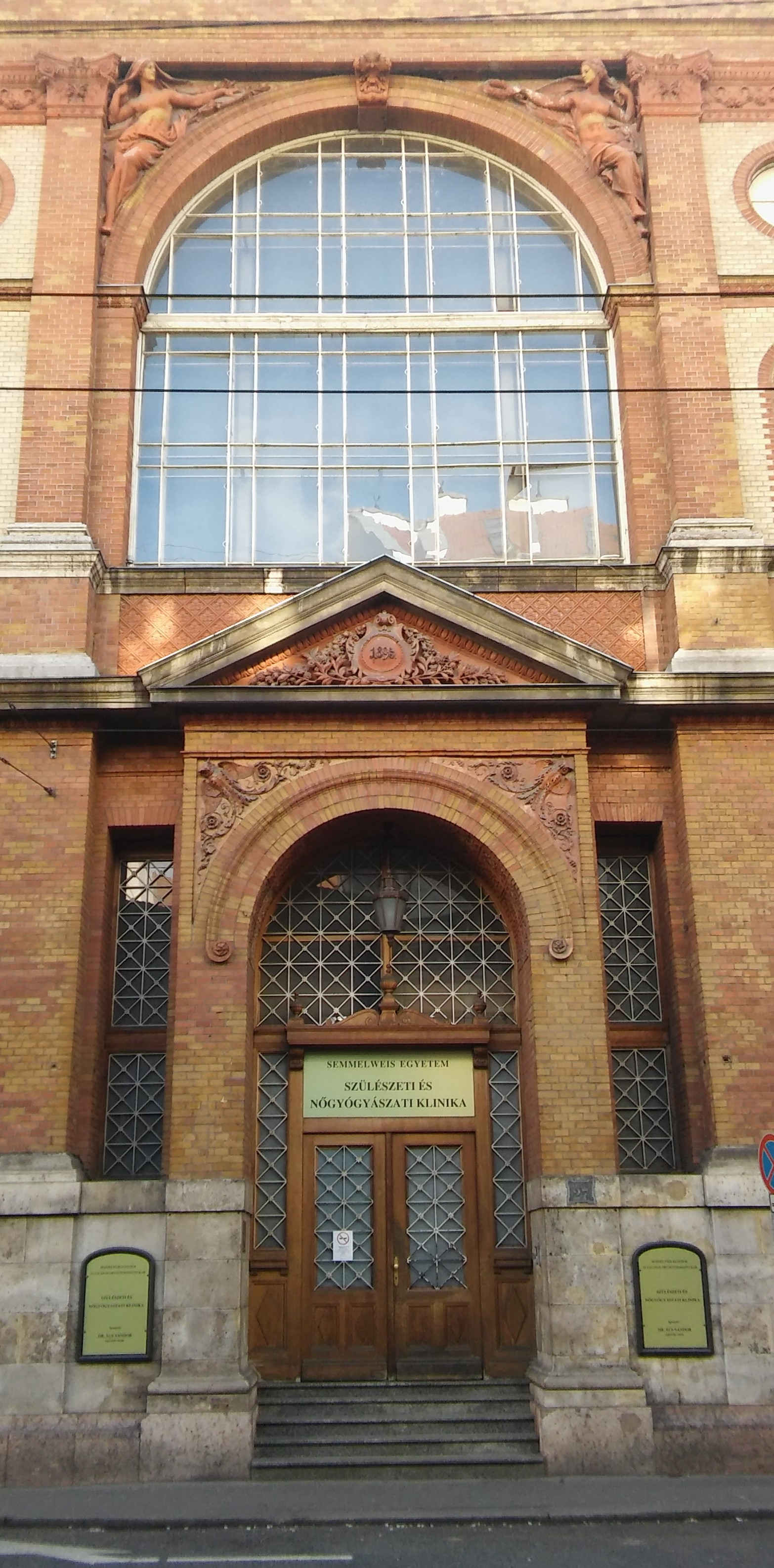
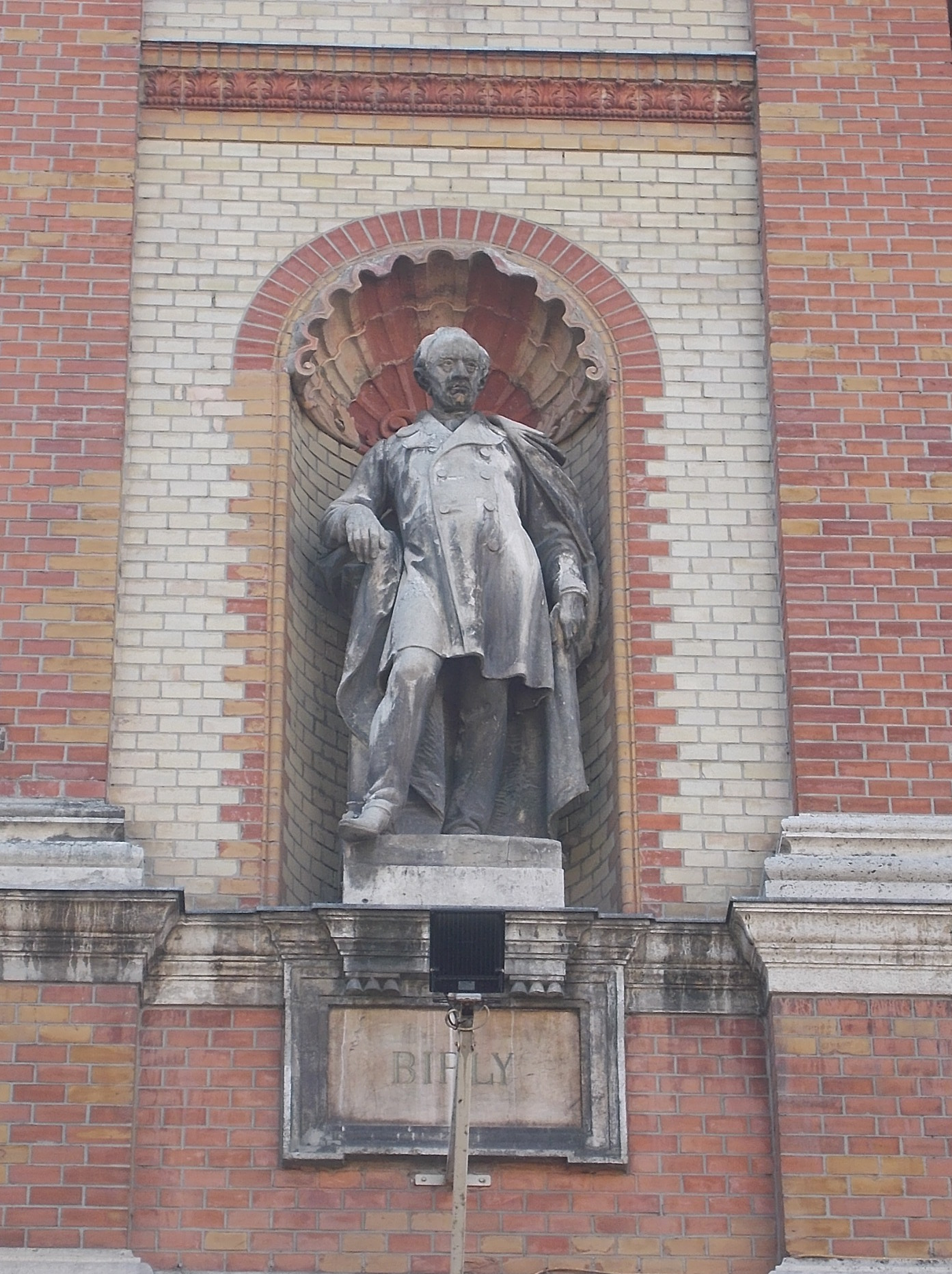
Birly Ede szobra az épületen (Róna József alkotása, 1898)
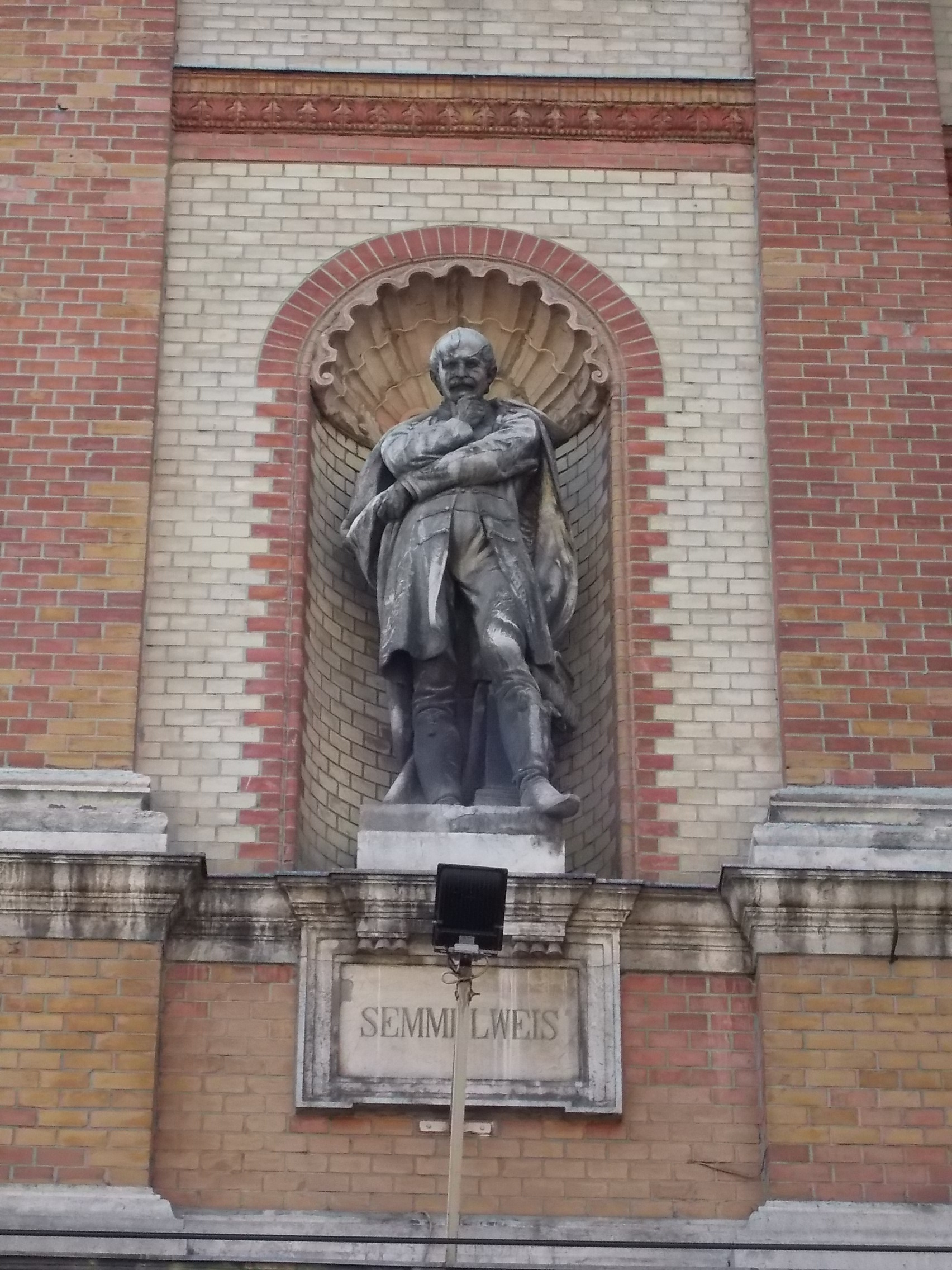
Semmelweis Ignác szobra az épületen (Róna József alkotása, 1898)

## Egyéb szakirodalom
- Pestessy József: Józsefvárosi orvosok, kórházak, klinikák, Budapest Józsefvárosi Önkormányzat, Budapest, 2002
- Déry Attila: Budapest eklektikus épületszobrászata, Országos Műemlékvédelmi Felügyelőség, Budapest, 1991
- Pap Zoltán: A megújult Baross utcai női Klinika, Semmelweis Ignác Alapítvány, Budapest, 2002